# Set Dolors de Maria

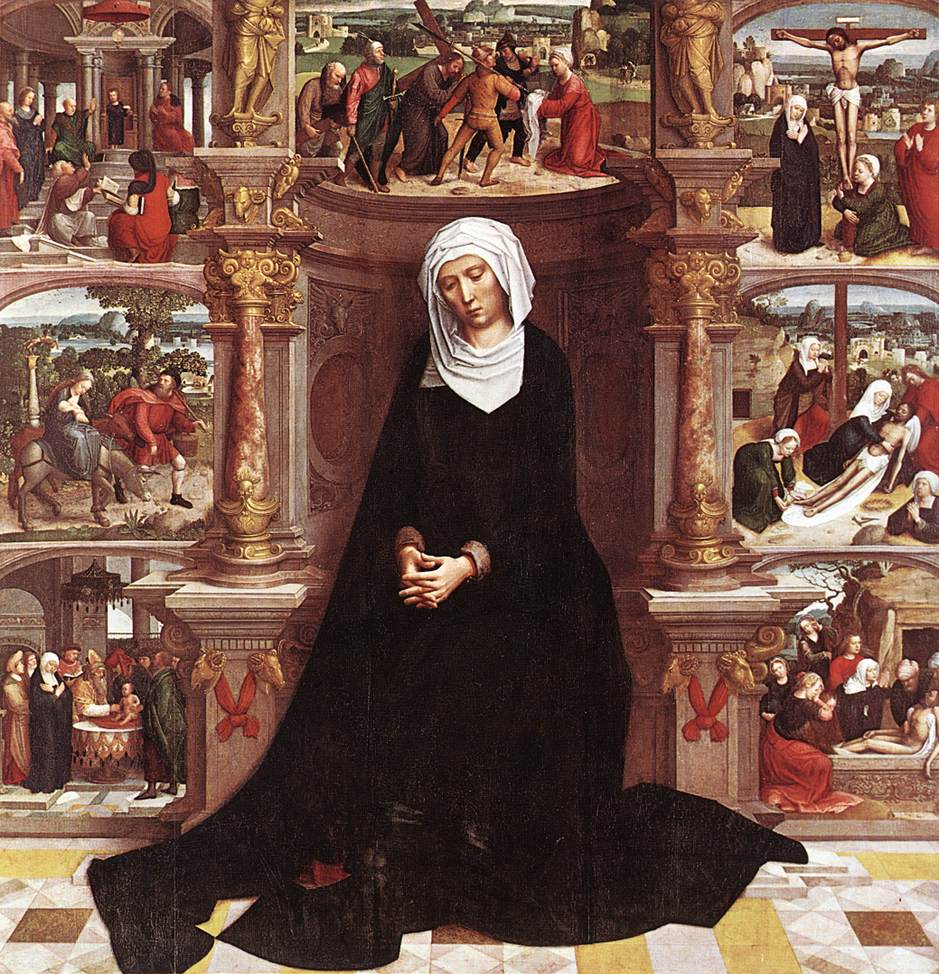
Els Set Dolors de Maria d'Adrien Isenbrant obra Gòtica a l'església de Nostra Senyora de Bruges, Flandes c. 1518-1535

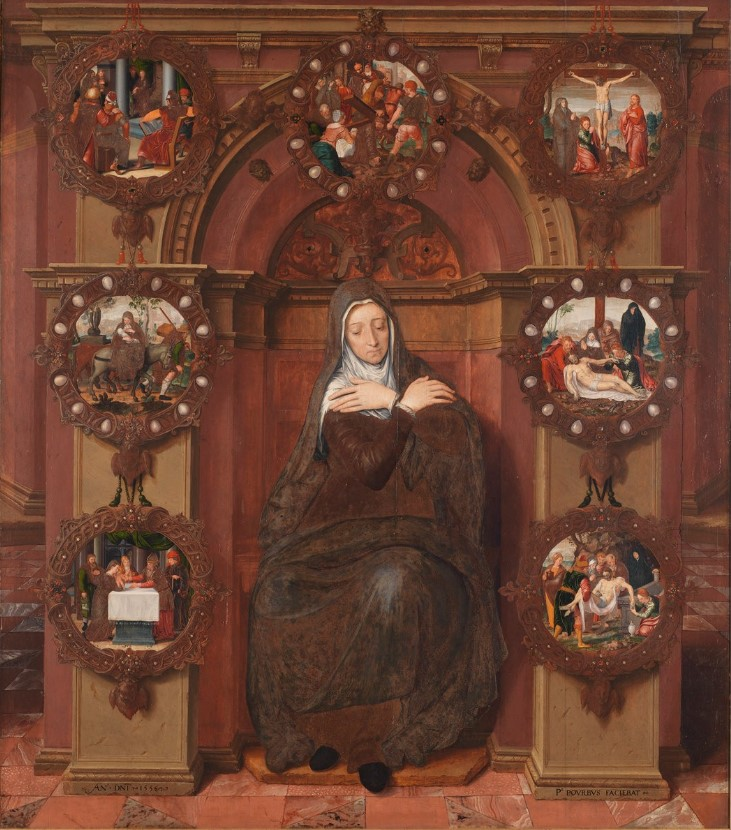
Maria, envoltada pels Set Dolors de Pieter Pourbus a l'església de sant Jaume de Bruges, Flandes 1556

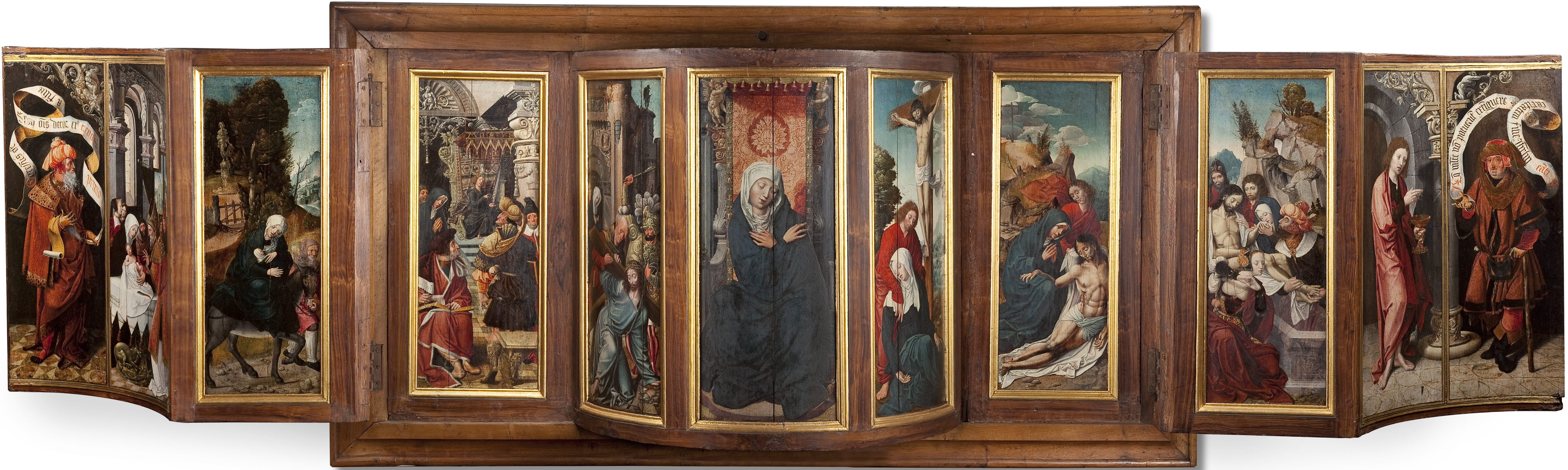
Políptic Mare de Déu de la Soledat - Museu Frederic Marès

Els Set Dolors de Maria són un conjunt d'esdeveniments de la vida de Maria, mare de Jesús, que són una advocació popular (coneguda com a Mare de Déu dels Dolors o la Dolorosa) i es troben sovint recollides en l'art.
1. La Profecia de Simeó. (Evangeli segons Lluc,  Lluc:2:34-35) o la Circumcisió de Crist
2. La Fugida a Egipte. (Evangeli segons Mateu,  Mateu:2-13)
3. La Pèrdua del Nen Jesús al Temple. (Evangeli segons Lluc, Lluc 2:43-45)
4. Trobada de Maria amb Jesús al Via Crucis.
5. Jesús a la Creu. (Evangeli segons Joan Joan 19:17-39)
6. Maria rep el Cos de Jesús als seus braços. (Marc 15:42-46)
7. El Cos de Jesús és posat a la tomba. (Joan 19:40-42)

Aquests Set Dolors no s'han de confondre amb els cinc misteris de dolor del Rosari

## Representacions artístiques
La Mare de Déu dels Dolors, descrivia com "Mater Dolorosa" ha estat el tema d'alguns treballs clau de l'art cristià. La Mater Dolorosa és una de les tres representacions artístiques comuns d'una Mare de Déu dels Dolors, les altres dues són el Stabat Mater i la Pietà.
En aquesta iconografia, la Mare de Déu dels Dolors està de vegades simplement representada en forma trist i angoixada per si mateixa, amb un rostre ple de llàgrimes i tristor. En altres representacions la Verge Maria es presenta amb set espases al seu cor, una referència a la profecia de Simeó en la Presentació de Jesús al Temple.